# Микитюк Володимир Миколайович
Володимир Миколайович Микитюк (нар. 7 травня 1959) — український та радянський футболіст, захисник та півзахисник.

## Життєпис
Вихованець ДЮСШ міста Турткуль. Дорослу футбольну кар'єру розпочав 1979 року в аматорському колективі «Урожай» (Кам'янець-Подільський). Того ж року прийняв запрошення до головної команди Хмельницької області, «Поділля». У складі команди з обласного центру провів 2 поєдинки у Другій лізі СРСР. У 1984 році повернувся до Турткуля, де протягом трьох сезонів вситупа у Другій лізі за місцевий «Цілинник». У 1990 році захищав кольори аматорського клубу «Смотрич» (Кам'янець-Подільський), а наступного сезону захищав кольори «Блакитної Ниви» зі Слов'янська-на-Кубані.
У сезоні 1993/94 років виступав в аматорському чемпіонаті України за «Цементник» (Кам'янець-Подільський) та в Національному дивізіоні Молдови за «Вілію» (Бричани). В еліті молдовського футболу провів 7 матчів. Наступного сезону виступав за клуб Другої ліги Росії «Світлотехніка» (Саранськ) та «Енергетик» (Нетішин) з аматорського чемпіонату України. Наприкінці кар'єри продовжував грати в аматорському чемпіонаті України за команди «Нива-Текстильник» (Дунаївці) та «Динамо-Орбіта» (Кам'янець-Подільський). Футбольну кар'єру завершив 2000 року.